# الانتخابات التشريعية السورية 1931
الانتخابات التشريعية في سورية 1931، هي ثاني انتخابات تشريعية تجري في تاريخ سورية الحديث، وأول انتخابات تجري بعد إقرار دستور 1930. جرت على درجتين، إذ قام الناخبون وهم السوريون من الذكورالبالغين 21 عامًا، بالاقتراع بدءًا من 20 ديسمبر 1931، لاختيار ناخبي الدرجة الثانية، على أساس دوائر صغرى، ومن ثم قام ناخبو الدرجة الثانية على أساس المحافظة بانتخاب ممثلي مجلس النواب وفق نظام الديمقراطية التمثيلية. حسب أغلب المؤرخين ومنهم المؤرخ يوسف الحكيم، فإن فرنسا لاسيّما في حلب قد تلاعبت بنتائج الانتخاب لإسقاط قوائم الكتلة الوطنية، وخلق مجلس نيابي لم تسيطر عليه أي كتلة من الكتل.